# ريجنالد ألين
ريجنالد ألين (14 أبريل 1893 في المملكة المتحدة - 14 أكتوبر 1950 في المملكة المتحدة) (بالإنجليزية: Reginald Allen)‏ هو لاعب كريكت بريطاني (وحمل سابقاً جنسية المملكة المتحدة لبريطانيا العظمى وأيرلندا). لعب مع نادي مقاطعة يوركشاير للكريكت ‏.